# The Sims 4: Снежные просторы
The Sims 4: Снежные просторы (англ. The Sims 4 Snowy Escape) – 10-е дополнение к компьютерной игре The Sims 4. Выход которого состоялся 13 ноября 2020 года. Дополнение вводит городок Коморэби, где расположен горнолыжный курорт, там симы могут заниматься снежным спортом и скалолазанием. Также симы могут изучать местную азиатскую культуру, отдыхать в банях и горячих источниках. 
Разработка «Снежных просторов» началась с идеи ввести снежные виды спорта, при этом локация создавалась под вдохновением Японии, её старых и современных традиций. Мир Коморэби создавался в рамках по расширению культурного разнообразия мира The Sims 4, начатого с дополнения «Жизнь на Острове». Оно также выделяется тем, что совершенствует искусственный интеллект симов, вводя новые механики жизненного опыта и настроения, частично подобные тем, что были в The Sims 2.
Игровая аудитория отнеслась в основном положительно к релизу дополнения, однако оно вызвало споры у корейских пользователей, усмотревших в «Снежных просторах» символы, ассоциирующиеся с японской оккупацией Кореи, в результате чего разработчиками было принято решение исключить некоторые элементы из дополнения.

## Игровой процесс
Десятое дополнение вводит городок под названием Коморэби (англ. Komorebi), являющийся аллюзией на горную местность Японии. Один из её районов представлен возвышенной гористой местностью, где всегда лежит снег и где расположен горнолыжный курорт. Там симы могут заниматься несколькими видами снежного и экстремального спорта: катанием на санках, лыжах и сноуборде. Без нужных навыков сим может выбирать лёгкие маршруты, а также кататься с детьми на санках. Освоив навыки катания, сим может использовать более рискованные маршруты, пользуясь канатной дорогой, чтобы подняться до более высокой точки. Помимо прочего, сим может заниматься скалолазанием и достичь вершины горы. В гористой местности встроена система холодной, снежной погоды, то есть сим должен одеваться в тёплую одежду, чтобы не замёрзнуть, но при этом для наличия погоды не требуется дополнение «Времена Года». Вылазка на гору является опасным занятием из-за непредсказуемых погодных условий, риска возникновения грозового снега и снежной бури. Она также требует навыка альпинизма, так как симы могут получить травмы при падении или замёрзнуть.

Дополнение вводит горнолыжный курорт

Городок Коморэби представлен местной архитектурой и культурой, похожей на японскую. Каждый из районов конкретно отсылает к островам Хонсю и Хоккайдо. В частности сим может посещать местные достопримечательности, общественные бани, отдыхать в горячих источниках онсэн, посещать местный горный храм и загадывать там желания. Дополнение вводит предметы, отражающие японский быт, например, традиционные японские блюда, коврики татами, дверь сёдзи, сад камней, низкий столик с подогревом котацу и подушку для сидения на полу – дзабутон. Коллекция мебели и предметов интерьера позволяет построить дом в традиционном и современном японским стиле. Также коллекция одежды добавляет снежные костюмы, традиционную и современную японскую одежду. Коморэби является жилым миром, но сим может арендовать там участок, если не хочет там жить. Также в городе рекомендуется соблюдать местные обычаи, например снятие обуви при входе в помещение или приветствие поклоном. 
Основной жилом район Сэмбанати отсылает к современным жилым районам типичного городка Японии. Здесь периодически проходят фестивали, туристические мероприятия и практика любования окружающей средой. Другой, заснеженный район Юкимацу выполнен в стиле традиционной горной японской деревни и скорее ориентирован на туристический отдых, третий район является непосредственно самим горнолыжным курортом. 
Прочие нововведения также включают в себя торговые автоматы, разные виды насекомых, которые могут напасть на сима при прогулке в лесу, возможность искать «зверей Бездны» в рамках мероприятия, фестивали для малышей, возможность встретить лесных духов и так далее. 
Выпуск дополнения также совпал с выходом бесплатного обновления, которое внесло ряд усовершенствований в искусственный интеллект персонажей, добавляя так называемую систему «образа жизни», который формируется на базе жизненного опыта сима и его поступков. Образ жизни наряду с изначальными чертами характера персонажа влияет на его поступки и реакцию на окружающие события. Также вторая функция «настроения» затрагивает взаимоотношения симов с точки зрения их жизненных опытов, если они совпадают, это облегчает формирование положительных отношений между конкретными симами. Один сим может иметь до трёх «образов жизни», они меняются в зависимости от дальнейших действий симов. Симы также могут изменить свой образ жизни, используя зелье награды или позвонив тренеру по образу жизни.  
| Основной список расширений  | Описание |
| --------------------------- | --- |
| Главная тема дополнения     | Снежные, экстремальные виды спорта, японский образ жизни |
| Новый игровой мир           | Коморэби |
| Стиль нового игрового мира  | Японский горнолыжный курорт |
| Новый тип участка           | Баня онсэн |
| Расширение геймплея         | Возможность заниматься снежным спортом, альпинизмом, отдыхать в банях, принимать участие в фестивалях, мероприятиях, прогулках, улучшенный ИИ: введение «жизненного опыта» и «настроений» у симов |
| Новые навыки                | Катание на лыжах, катание на сноуборде, скалолазание |
| Новые интерактивные объекты | Лыжи, санки, сноуборд, геотермальный источник, скала для скалолазания, котацу, горячий горшок, торговые автоматы                                                                                  |
| Фантастические элементы     | Лесные духи — ёкаи |
| Стиль мебели                | Традиционный и современный японский стиль |
| Предметы коллекционирования | Фигурки «Симми» |
| Новый вид смерти            | Смерть от падения торгового автомата, смерть от падения |

## Разработка
Грэм Нардон, один из разработчиков заметил, что создание дополнения началось из желания охватить новые способы игры с жизнью. В частности дополнение предлагает свободу выбора и способа приключений в предоставленном новом мире Коморэби. Это могут быть как и экстремальные приключения, «например катание на склонах или взбирание на гору, или же расслабленный отдых, прогулка по живописным локациям, сеансы релаксации или же возможность построить дом своей мечты». Нардон заметил, что с данным дополнением разработчики стремились предоставить всё, что может понравиться любым игрокам. Создание дополнения началось с идеи ввести снежные виды спорта и новую полностью заснеженную локацию — горнолыжный курорт. Это была одна из важных вещей, которые фанаты The Sims 4 желали видеть в игре. В истории разработки франшизы The Sims, создатели уже вводили снежную местность — в составе дополнения The Sims: Vacation к первой The Sims. Нардон заметил, что вероятно, думая о горнолыжном курорте, игроку сразу же в голову придут Французские Альпы. Идея добавить данный регион действительно обсуждалась на начальном этапе разработке. Однако разработчик заметил, что в последнее время создатели уделяли особое внимание репрезентации не западных культур. Поэтому они решили, что лучшим решением было поместить снежный курорт в мир, напоминающий Японию, учитывая, «что данная страна может похвастаться своими богатыми традициями зимних видов спорта, в стране работают более 600 курортов в локациях, постоянно покрытых снегом». Также на данное решение повлияли Олимпийские игры 2020 в Токио, которые однако не состоялись из-за пандемии Covid-19.

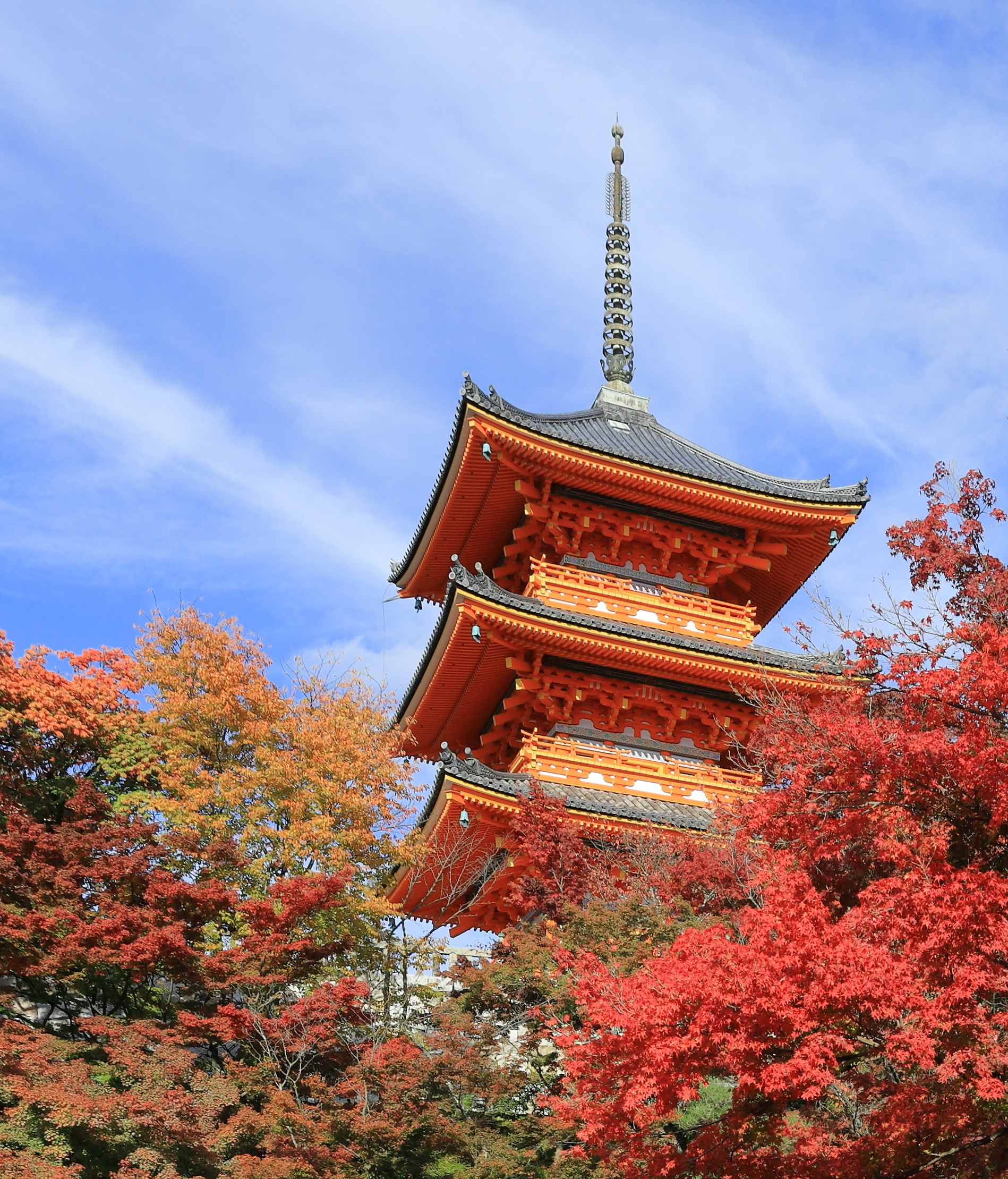
Вымышленный город Коморэби имеет множество отсылок к японской культуре, в том числе её достопримечательность — многоуровневая

При проработке элементов японской культуры, разработчики активно консультировались с командой «Aspire», в чей состав входят представители азиатских стран и тихоокеанских островов. Данную команду EA Games сформировала специально для того, чтобы они консультировали разработчиков видеоигр по достоверному изображению азиатских культур. Создатели The Sims 4 также консультировались с «Aspire» при создании полинезийской культуры для дополнения «Жизнь на Острове». Это также включало в себя создание модифицированного алфавита симлиша, который напоминают иероглифы кандзи, хирагану и катакану, тем не менее их также нельзя напрямую расшифровать, как основной алфавит симлиша. Разработчики отдельно заметили, что стремились передать японскую культуру с максимальной достоверностью и уважением, а также в дальнейшем расширять культурное разнообразие мира The Sims вместе с выпуском дальнейших дополнений. При этом дополнение включает в себя и отсылки к современной поп-культуре Японии, например маскоты в стиле каваий или возможность в рамках особого мероприятия вести «охоту на зверей Бездны», что является прямой отсылкой к мобильной игре Pokémon Go.
Репрезентация японской культуры подразумевала также возможность создать жилища, выполненные в традиционном и современном японском тиле, для чего также потребовалось усовершенствовать режим строительства, в частности добавить опцию двухуровневого дома и многоуровневого пола. Сама японская архитектура пользовалась большой популярностью среди игроков The Sims 4, которые уже раннее благодаря гибкости редактора строительства воссоздавали японские постройки, сады и публиковали их в галерее. Многие базовые участки в городе были созданы известными сим-ютуберами.
При этом создатели также стремились прислушиваться к пожеланиям игроков и заметили, что «Снежные просторы», как десятое по счёту дополнение не стоит рассматривать, как «праздничную веху», поскольку будущие дополнения также будут призваны предоставить возможности, входящие в список главных пожеланий фанатов.  
Также упоминая основную особенность дополнения, разработчики описали его двумя словами: «образом» жизни и «настроением», которые призваны добавить новую глубину в личности персонажей и их отношения. Механика «Образа жизни» разработана таким образом, чтобы проявляться в ответ на действия и привычки сима, то есть жизненный опыт сима будет формировать у него определённое поведение. Функция «настроение» показывает, как два сима могут по-разному относиться к результатам общего опыта. Данные механики призваны значительно усовершенствовать продолжительное влияние на отношения и социальные взаимодействия между симами. Механика образа жизни и настроений была введена в ответ на пожелания игроков усовершенствовать ИИ симов и добавить большею глубину в их взаимоотношения. Она имеет сходства с особенностями отношений в игре The Sims 2 и её дополнения «The Sims 2: Увлечения», где жизненные воспоминания, опыт, увлечения персонажа и личная эмпатия оказывали сильное влияние на его взаимоотношения с другими симами.

## Анонс и выход
Впервые о предстоящем выпуске дополнения стало известно ещё в сентябре 2020 года на фоне выпуска провального и спорного игрового набора «Star Wars: Путешествие на Батуу». Тогда разработчики объявили о скором анонсе дополнения, предупредив, что там будут отсутствовать такие функции, как автомобили, управляемые младенцы и сельское хозяйство. За время до официального анонса в интернете распространились поддельная информация об утечке названия дополнения — «Убийство в особняке» (англ. Murder at the Manor). Официальный анонс расширения состоялся 19 октября. Его выход запланирован на 13 ноября на платформах Windows и Mac через Origin и Steam, а также игровых приставках Xbox One и PlayStation 4. 
Реакция аудитории на показанный трейлер в целом была крайне положительной и даже вызвала ажиотаж на фоне сдержанной и отрицательной реакции после выхода двух предыдущих дополнений «Экологичная Жизнь» и «Путешествие на Батуу» и в целом повышения токсичности фанатов The Sims в 2020 году. Тем не менее некоторые игроки выражали недовольство по поводу того, что тема горнолыжного курорта должна была по их мнению войти в состав дополнения о «Временах года». Примечательно, что после анонса, выяснилось, что за неделю до этого, одна из самых известных сим-ютуберов lilsimsie допустила информационную утечку карты города из нового дополнения, но тогда аудитория приняла карту за фанатский арт.
Отдельно редакция Mashable заметила, что даже несмотря на то, что тематика дополнения посвящена японской культуре, многие элементы в ней актуальны для многих азиатских культур, например традиция приветственного поклона, горячий горшок, возможность снимать обувь при входе в дом. Редакция назвала целесообразным добавить данные «неотъемлемые для азиатов элементы повседневной жизни» в составе бесплатного обновления для уважения азиатских игроков The Sims 4.

### Споры
Хотя на западе трейлер дополнения вызвал в целом положительную реакцию, он стал источником споров пользователей из Южной Кореи из-за символов, напоминающих флаг восходящего солнца, ассоциирующийся в восточной и юго-восточной Азии с японским нацизмом, как свастика на Западе, а также возможности поклонения японской часовне хокора, которые в Корее и Китае ассоциируются с репрессиями проводимыми японскими оккупантами против местного населения во время второй мировой войны. Среди корейского сообщества, в том числе и местных сим-блоггеров стали появляться требования исключить часовню из дополнения и вовсе бойкотировать дополнение. В ответ на жалобы, разработчики приняли решение исключить из «Снежных просторов» любые символы, напоминающие восходящее солнце, а также убрать анимацию поклона перед святыней.
Однако решение убрать опцию поклона святыне хокора вызвало отрицательную реакцию уже у пользователей из Японии. Редакция Kotaku отдельно заметила, что поклонение святыне является частью древней культуры Японии и коллективной памяти японцев. «Это не просто что-то, что нужно добавить в игру, потому что это выглядит „аутентично“ и „круто“. Это часть культуры страны, которая была заимствована для финансовой выгоды и затем выкинута во имя инклюзивности». 
Некоторые американские пользователи в Твиттер отдельно выразили недовольство по поводу того, что дополнение о японской культуре было создано командой, состоящей почти полностью из белых, а также тем, что для рекламы дополнения были привлечены исключительно белые сим-ютуберы.

## Музыка
Следуя традициям, вместе с данным дополнением были добавлены перезаписанными на симлише синглы, среди которых например были инди-группа Glass Animals или американская певица Джене Айко.

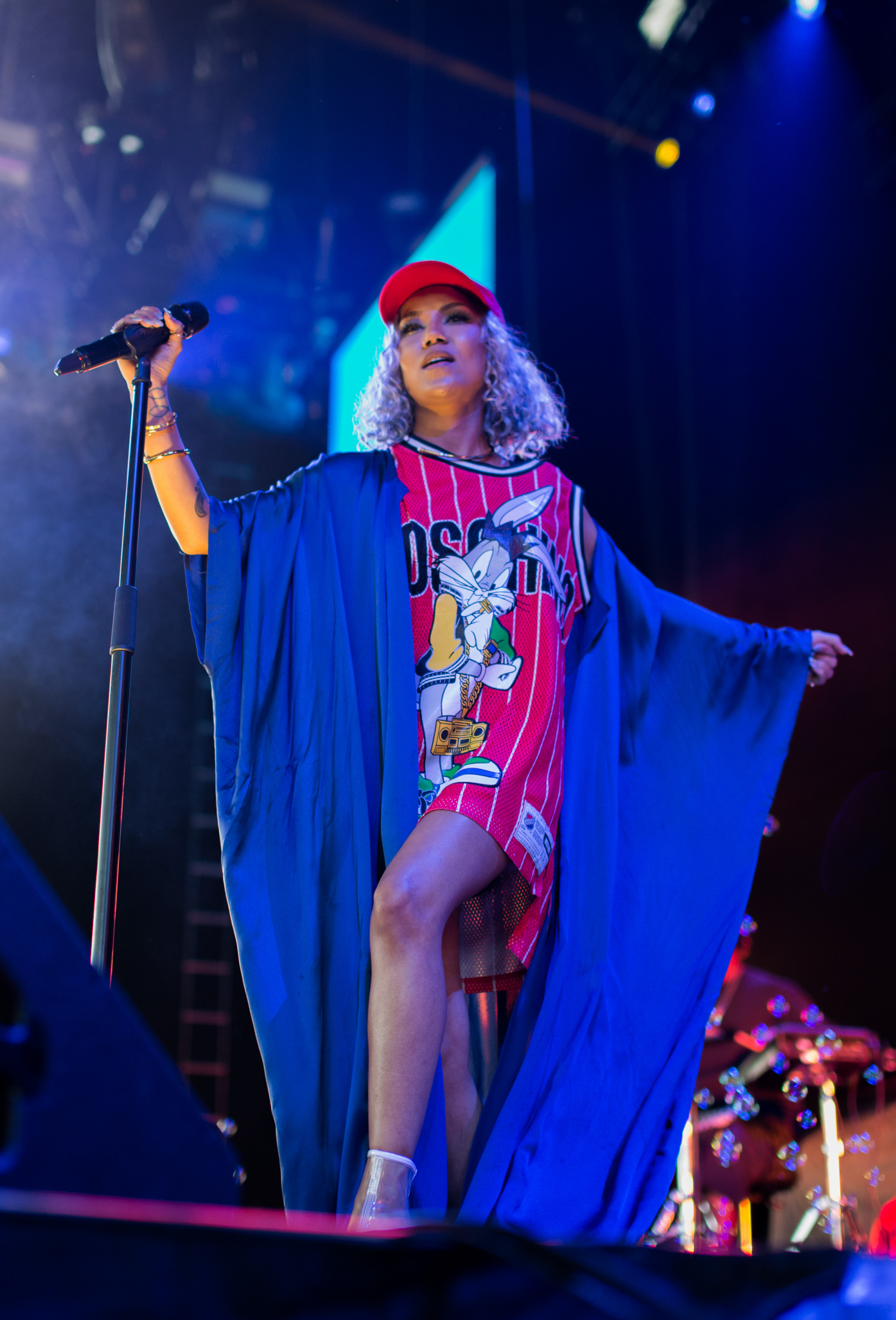
Джене Айко, одна из певиц, записавших свой сингл на симлише

| №   | Название              | Автор(ы)                      | жанр/звучит в? | Длительность |
| --- | --------------------- | ----------------------------- | -------------- | ------------ |
| 1.  | «diva»                | contradash                    | инди-рок       |              |
| 2.  | «Tangerine»           | Glass Animals                 | инди-рок       | 3:21         |
| 3.  | «Switchblade»         | NIKI                          | инди-рок       | 3:26         |
| 4.  | «Shincha»             | Илан Эшкери, Стивен Маклафлин | японский фолк  | 3:01         |
| 5.  | «Bancha»              | Стивен Маклафлин, Илан Эшкери | японский фолк  | 3:06         |
| 6.  | «Hojicha»             | Илан Эшкери, Стивен Маклафлин | японский фолк  | 3:14         |
| 7.  | «Kukicha»             | Стивен Маклафлин, Илан Эшкери | японский фолк  | 3:21         |
| 8.  | «Gyokuro»             | Илан Эшкери, Стивен Маклафлин | японский фолк  | 3:00         |
| 9.  | «LOVE»                | Джене Айко                    | поп            | 2:42         |
| 10. | «How It Goes»         | Starrah                       | поп            | 1:52         |
| 11. | «Danger!»             | Кари Киммел                   | поп            | 2:41         |
| 12. | «keep on rocking»     | CHAI                          | S-pop          | 3:41         |
| 13. | «Kanzen Houki Sengen» | Nanawoakari                   | S-pop          | 4:27         |
| 14. | «Part. 2»             | SASUKE                        | S-pop          | 3:25         |
| 15. | «Ninhursag’s Tone»    | Unite Satisfy                 | S-pop          | 4:23         |
| 16. | «Harujion»            | Yoasobi                       | S-pop          | 3:21         |

## Критика
| Сводный рейтинг    | Сводный рейтинг |
| Агрегатор          | Оценка          |
| ------------------ | --------------- |
| Metacritic         | 79/100          |
| Иноязычные издания |                 |
| Издание            | Оценка          |
| TheGamer           | [ 34 ]          |
| Digital Spy        | [ 35 ]          |
| GameSpew           | [ 36 ]          |
| IGN Italia         | 8,2             |
| Multiplayer.it     | 8,0             |
| The Games Machine  | 8/10            |
| Screen Rant        | .               |

Оценки игровых критиков в целом можно описать, как положительные. Средняя оценка по версии агрегатора Metacritic составила 79 баллов из 100 возможных. Критики похвалили дополнение за введение новой глубины в игровой процесс The Sims 4 и обширного игрового мира, игровой Мир Коморэби предлагает одни из самых обширных игровых локаций в мире The Sims 4. При этом городок является одновременно курортом и жилым миром.
Критик TheGamer заметил, что на фоне недостатка запрашиваемого контента The Sims 4 после уже шести лет после её выпуска, «Снежные просторы» стало лучшим дополнением за последний год, добавляя обилие увлекательного контента в игру, который игрок сможет в полной мере опробовать только за несколько дней игры. Представитель GameSpew назвал «Снежные просторы» обязательным дополнением в коллекции поклонника The Sims 4.
Критик TheGamer похвалил дополнение за предоставленные локации, назвав их огромными и неразрывно связанными с зимними видами сорта, игроку придётся редко терпеть экраны загрузки. Представитель Digital Spy сравнил «Снежные Просторы» с дополнением «Жизнь на острове» в плане того, как оно предоставляет обширную и красочную игровую локацию и которая неразрывно связана с новыми игровыми функциями, формируя у игрока реальный опыт и ощущение пребывания в данном месте, будь то взбирание по горе, экскурсионная прогулка или участие в фестивале. Критик Multiplayer заметил, что хотя фестивали вводились уже с дополнением «Жизнь в Городе», однако в «Снежных Просторах» они выглядят гораздо гармоничнее, учитывая, что фестивали занимают крайне важную часть культуры Японии. 
Рецензент Digital Spy похвалил дополнение за репрезентацию японской культуры, заметив, что разработчики явно приложили много усилий в попытке сделать The Sims 4 более инклюзивной, а некоторые элементы в дополнении подойдут и для других культур Восточной Азии, например традиция снятия обуви или трапеза у горячего горшка. Отдельно критик выразил разочарование, что данные элементы не вошли в базовую игру. Миру Ёсимура, редактор японского сайта Famitsu также похвалил «Снежные просторы» за изображение японской культуры. Он заметил, что если как правило западные игровые издатели, обращающиеся к японской тематике, затрагивают традиционную, историческую культуру, смешивая её с фантастикой или стереотипными клише, то дополнение к The Sims 4 наоборот затрагивает в основном современную и бытовую культуру, что приятно удивило редактора. 
Введение механик образа жизни и настроений придаёт игре новую глубину. Представитель Digital Spy счёл, что благодаря этому, а также возможности создавать арендуемые участки, делая из каждого городка курорт «Снежные Просторы» предложило самое глубокое расширение базового геймплея со времён «Времён Года». 
Коллекция одежды по мнению критика TheGamer помимо традиционных японских костюмов и альпинистского снаряжения не особо выделяется разнообразием. Однако коллекция предметов передаёт в полной мере японский колорит. Рецензент GameSpew заметил, что возможность проектировать и обустраивать участки в восточном стиле станет настоящим праздником для многих игроков The Sims 4.